# Mus Brook
Der Mus Brook ist ein Wasserlauf in Essex, England. Er entsteht nordöstlich von Hatfield Broad Oak und fließt in westlicher Richtung durch den Ort, um westlich des Ortes in den Pincey Brook zu münden.